# Лебедев, Дмитрий Капитонович
Дмитрий Капитонович Лебедев (эст. Dimitri Lebedev (до 1890 Dimitri Luik); 16 [28] июля 1872 года, д. Удувере, Перновский уезд, Лифляндская губерния, Российская империя — 8 января 1935, Таллин, Эстония) — генерал-майор Русской императорской армии и Эстонской армии, военный специалист РККА.

## Биография
Дмитрий Луйк (эст. Luik) родился 16 (28) июля 1872 года в семье православного священника. В 1890 году окончил гимназию в Пернове (ныне Пярну) и поступил в Рижскую духовную семинарию. 20 января 1891 года добровольно поступил на военную службу вольноопределяющимся в Юрьевский резервный батальон. После поступления на военную службу сменил (русифицировал) фамилию Луйк на Лебедев. В 1893 году принят в Виленское пехотное юнкерское училище, из которого выпущен в 1895 году подпрапорщиком в 178-й пехотный резервный Изборский полк. 17 мая 1896 года произведён в подпоручики (со старшинством с 1 сентября 1895 года) с переводом в 131-й пехотный Тираспольский полк.
В 1904 году окончил Николаевскую академию Генерального штаба по 1-му разряду и 31 мая 1904 года, «за успехи в науках», произведён в штабс-капитаны.
По окончании академии был причислен к Генеральному штабу и направлен в распоряжение наместника на Дальнем Востоке для ознакомления со службой Генерального штаба при войсках действующей армии. Выполнял различные обязанности офицера Генерального штаба в штабе Приамурского военного округа и штабе обороны Приморской области.
4 июня 1905 года переведён в Генеральный штаб и назначен помощником старшего адъютанта штаба Приамурского военного округа. 6 декабря 1905 года произведён в капитаны. 10 мая 1906 года назначен старшим адъютантом штаба 18-й пехотной дивизии. Одновременно, с 16 декабря 1905 года по 16 декабря 1906 года, отбывал цензовое командование ротой в 168-м пехотном Миргородском полку. 20 мая 1908 года назначен на должность обер-офицера для поручений при штабе Варшавского военного округа. Несколько раз командировался представителем на Императорские манёвры в Германию и Австро-Венгрию. Занимался переводами немецких военных авторов. Редактировал военно-научный журнал «Военное дело заграницей».
8 октября 1911 года назначен штатным преподавателем военных наук Императорской Николаевской военной академии (кафедра тактики). Также читал лекции в Николаевской инженерной академии и училище, в Николаевском кавалерийском училище и Пажеском корпусе. 6 декабря 1911 года произведён в подполковники. 25 марта 1912 года произведён в полковники.
После начала Первой мировой войны назначен штаб-офицером для особых поручений при штабе 2-й армии. После разбития и окружения частей 2-й армии в ходе Восточно-Прусской операции, вышел из окружения с группой чинов штаба армии. 8 ноября 1914 года назначен начальником штаба 59-й пехотной дивизии. 7 сентября 1915 года назначен командиром 26-го пехотного Могилёвского полка. Во время  проведения Нарочской операции в марте 1916 года командовал ударной группой в составе 25-го Смоленского и 26-го Могилёвского пехотных полков, 30-го Сибирского стрелкового полка и 5-й батареи 7-й артиллерийской бригады.
22 января 1917 года назначен штаб-офицером — заведующим обучающимися в Императорской Николаевской военной академии офицерами.
28 марта 1917 года назначен исправляющим должность главного редактора журнала «Военный сборник» и газеты «Русский инвалид». 2 апреля 1917 года произведён в генерал-майоры, с утверждением в должности главного редактора.
9 июня 1917 года, за участие в прорыве у озера Нарочь в марте 1916 года, награждён Георгиевским оружием.
В начале 1918 года добровольно вступил в РККА. 12 марта 1918 года назначен делопроизводителем Главного управления Генерального штаба. Состоял учёным секретарём Военно-исторической комиссии по описанию событий Первой мировой войны и преподавателем на академических курсах РККА и в школе штабной службы.
В 1921 году подал прошение на выезд в Эстонию, как местный уроженец. 1 апреля 1921 года зачислен в эстонскую армию с сохранением чина генерал-майора. С 12 сентября 1921 года преподавал военные науки на Курсах Генерального штаба и в Военном училище эстонской армии. В сентябре 1923 года назначен профессором. Сотрудничал с журналом «Sõdur» («Солдат»), в 1922 году выпустил книгу «Газовые средства на войне».
Вышел в отставку 1 апреля 1927 года. В отставке состоял командиром особой роты Северного отряда Таллинской Самообороны (эст. Tallinna Omakaitse) и председателем Общества филистров при студенческой корпорации «Fraternitas Ergonia».
После отставки занялся коммерческой деятельностью (торговля вооружением). С 5 июня 1933 года состоял представителем гамбургской фирмы «Bing&Co». В январе 1934 года задержан политической полицией по обвинению в участии в качестве посредника в продаже кораблей эстонского военно-морского флота «Леннук» (эст. Lennuk) и «Вамбола» (эст. Wambola). После продолжительных допросов освобождён без предъявления официального обвинения. В марте 1934 года постановлением правительства лишён права ношения мундира эстонской армии.
Скончался 8 января 1935 года от сердечной недостаточности после перенесённой операции. Похоронен в Таллине на Александро-Невском кладбище.

«Генерал Лебедев был разносторонне способен, талантлив, просвещён и храбр.
Много лет честно, добросовестно и от всего сердца он служил в русской армии и, будучи русским человеком до мозга костей, оставался всегда и русским офицером, гордясь своей принадлежностью к Великой Русской Армии и теми отличиями, которые он получил в её рядах»
— Генерал-лейтенант А. Баиов. Некролог.

## Семья
Был женат на Евгении (Пиотровской), дочери генерала. Детей не имели.
Евгения Лебедева во время русско-японской и Первой мировой войн работала сестрой милосердия в госпиталях Российского Общества Красного Креста. После присоединения Эстонии к СССР, 27 июня 1941 года была арестована по обвинению в шпионаже в пользу Германии и приговорена к 5 годам исправительных работ в лагерях. Умерла 16 августа 1942 года в лагере в Горьковской области.

## Чины
- Подпоручик — 17 мая 1896 года (старшинство 1 сентября 1895 года)
- Поручик — 1900 (старшинство 1 сентября 1899 года)
- Штабс-капитан — 31 мая 1904 года (старшинство 1 сентября 1903 года)
- Штабс-капитан Генерального штаба — 4 июня 1905 года
- Капитан Генерального штаба — 6 декабря 1905 года (старшинство 31 мая 1904 года)
- Подполковник Генерального штаба — 6 декабря 1911 года (старшинство 29 марта 1909 года)
- Полковник Генерального штаба — 25 марта 1912 года (старшинство 25 марта 1912 года, в 1916—1917 изменено на 25 марта 1909 года)
- Генерал-майор Генерального штаба — 2 апреля 1917 года (старшинство 2 апреля 1917 года)

## Награды
- Георгиевское оружие (ПАФ  от 9 июня 1917 года).

«За то, что, будучи командиром 26 пехотного Могилевского полка в чине Полковника, в бою 8 мар. 1916 г. В районе д. Близники близ озера Нарочь, командуя тремя полками и 1 батареей (25 пехотный Смоленский полк, 30 Сибирский стрелковый полк и 5 батарея 7 артиллерийской бригады), подвергая свою жизнь явной опасности, захватил с боя две линии германских окопов, распространив успех до дороги г. дв. Августово-Мокрицы и овладел укрепленной полосой с важным Близниковским узлом и прилегающими лесистыми высотами, взявши в плен до 1000 человек при 15 офицерах и захвативши 13 действующих пулеметов и много снаряжения».
- Орден Святого Владимира 3-й степени с мечами (3 апреля 1915 года)
- Орден Святого Владимира 4-й степени с мечами и бантом (3 апреля 1915 года)
- Орден Святой Анны 2-й степени с мечами (25 мая 1916 года)
- Орден Святой Анны 3-й степени (6 декабря 1909 года), мечи и бант к ордену (1914—1915)
- Орден Святой Анны 4-й степени  с надписью «За храбрость» (26 мая 1915)
- Орден Святого Станислава 3-й степени с мечами и бантом (1905)
- Орден Святого Станислава 2-й степени (6 декабря 1913 года), мечи к ордену (1914—1915)
- Орден Почётного легиона, кавалерский крест